# ۲۰ آوریل
۲۰ آوریل صد و دهمین روز سال در گاهشماری گریگوری است. (صد و یازدهمین روز در سال کبیسه) ۲۵۵ روز از سال باقیمانده‌است.

## مناسبت‌ها
- روز جهانی زبان چینی

## رویدادها

### ۱۸۹۹–۶۰۰
- ۶۳۶- نبرد یرموک: عربها کنترل سوریه و فلسطین را از امپراتوری روم شرقی گرفتند.
- ۱۶۵۳- اُلیور کراموِل مجلس را منحل کرد.
- ۱۶۵۷- یهودیهای نیوآمستردام (بعدها نیویورک نام گرفت) اجازه آزادی دین خود را دریافت کردند.
- ۱۶۸۹- پادشاه پیشین انگلستان جیمز دوم، عزل شد.
- ۱۷۷۵- جنگ استقلال آمریکا: بریتانیا عملیات محاصره بوستون و ماساچوست را آغاز کردند.
- ۱۷۹۲- فرانسه با اتریش وارد جنگ شد.
- ۱۸۳۶- کنگره ایالات متحده سند ایجاد سرزمین ویسکانسین را تصویب کرد.
- ۱۸۶۱- جنگ داخلی آمریکا: رابرت ای. لی از مقام خود در ارتش ایالات متحده یعنی فرماندهی نیروهای نظامی در ایالت ویرجینیا، استعفا کرد.
- ۱۸۶۲- نخستین آزمایش پاستوریزه کردن توسط لوئی پاستور و کلود برنارد انجام شد.
- ۱۸۸۹- آدولف هیتلر به دنیا آمد.

### ۱۹۰۰–۱۹۹۹
- ۱۹۰۲- پیِر و ماری کوری رادیوم کلراید را تصفیه کردند (به‌طور کامل از اجسام خارجی جدا و تصفیه نشده بود). آن‌ها فکر کردند که آن را به‌طور کامل جدا کرده‌اند.
- ۱۹۰۸- روز آغاز رقابت‌های لیگ جدید راگبی جنوب.
- ۱۹۱۴-
- ۱۹۲۶- الکتریک غرب و برادران وارنر، ویتافون را معرفی کردند، پیشرفتی در جهت اضافه کردن صدا به فیلم.
- ۱۹۶۷- هواپیمای سوئیسی-بریتانیایی در نیکوزیای قبرس سقوط کرد و ۱۲۶ تن کشته شدند.
- ۱۹۶۸- در خطوط هوایی آفریقای جنوبی یک بوئینگ ۷۰۷ در حال برخاستن به سوی ویندهوک، جنوب غرب آفریقا سقوط کرد و ۱۲۲ تن کشته شدند.
- ۱۹۶۸- حزب آزادیخواه کانادا به رهبری پیِر ترودِو در انتخابات فدرال کانادا پیروز شد.
- ۱۹۶۸- سیاست‌مدار انگلیسی ایناک پاول با مطرح کردن بحث رودخانه‌های خون جنجال به پا کرد.
- ۱۹۷۲- آپولو ۱۶ برفراز ماه فرود آمد.
- ۱۹۷۹- رئیس جمهور ایالات متحده آمریکا، جیمی کارتر، با یک خرگوش کُرکی مورد حمله قرار گرفت.
- ۱۹۹۲- کنسرتی با شرکت همه ستارگان معروف موسیقی غربی به یادبود شخص معرف گروه موزیک کوئین یعنی فردی مرکوری در ورزشگاه ومبلی در لندن برگزار شد.
- ۱۹۹۷- کشیش سانتیاگو
- ۱۹۹۸- یک بوئینگ ۷۲۷ خطوط هوایی فرانسه پس از برخاستن از بوگوتا پایتخت کلمبیا، با کوه برخورد کرد و ۵۳ تن کشته شدند.
- ۱۹۹۹- کشتار در دبیرستان کلمباین در آمریکا

### ۲۰۰۰–۲۰۹۹
- ۲۰۰۱- جنبش ضد جهانی سازی راه پیمایی بزرگی در برابر منطقه آزاد تجاری قاره آمریکا در شهر کبک انجام دادند، که تعدادی از آن‌ها توسط پلیس سرکوب شدند.
- ۲۰۰۴- توفانی از نوع توفان‌های پیچنده به شیکاگو در آمریکا آسیب رساند.

## زادروزها

### ۵۰۰–۱۸۹۹
- ۷۰۲- امام صادق، بنیانگذار فقه شیعی (قتل ۷۶۵)
- ۱۶۳۳ - امپراتور گو-کومیو امپراتور ژاپن (مرگ ۱۶۵۴)
- ۱۷۴۵ - فیلیپ پینل، فیزیکدان (مرگ ۱۸۲۶)
- ۱۸۰۸ - امپراتور ناپلون سوم فرانسه (مرگ ۱۸۷۳)
- ۱۸۱۸ - هاینریش گُوبِل، مخترع (مرگ ۱۸۹۳)
- ۱۸۳۲ - ارنست ون لیدِن، فیزیکدان (مرگ ۱۹۱۰)
- ۱۸۷۱ - اسلاوولیوب ادوارد پِنکالا، مخترع (مرگ ۱۹۲۲)
- ۱۸۷۹ - پاول پواره، خیاط فرانسوی (مرگ ۱۹۴۴)
- ۱۸۸۵ – ابوالفضل قرایف، دانشمند، پزشک و سیاستمدار اهل جمهوری آذربایجان (د. ۱۹۵۲)
- ۱۸۸۹ - آلبرت ژان آماتئو، تاجر و فعال اجتماعی (مرگ ۱۹۹۶)
- ۱۸۸۹ - آدولف هیتلر پیشوا، فرمانده کل ورماخت و صدر اعظم آلمان (مرگ ۱۹۴۵)
- ۱۸۸۹ - اُتو هاینریش فرانک، پدر آنه فرانک (مرگ ۱۹۸۰)
- ۱۸۹۳ - خوآن میرو، نگارگر (مرگ ۱۹۸۳)
- ۱۸۹۳ - هارولد لوید، بازیگر (مرگ ۱۹۷۱)
- ۱۸۹۵ - اِمیل کریستیان، موسیقی دان جاز (مرگ ۱۹۷۳)
- ۱۸۹۶ - وُپ می، خلبان کانادایی (مرگ ۱۹۵۲)

### ۱۹۰۰–۱۹۹۹
- ۱۹۰۰ - فرِد رایموند، آهنگ ساز (مرگ ۱۹۵۴)
- ۱۹۰۸ - لایونل همپتون، موسیقی دان (مرگ ۲۰۰۲)
- ۱۹۱۵ - جوزف ولپی، روان درمانگر (مرگ ۱۹۹۷)
- ۱۹۲۰ - جان پاول استیونس، عضو دائم دادگستری عالی ایالات متحده
- ۱۹۲۳ - ریتا فرانسز ریزو
- ۱۹۲۵ - تیتو پوِئنتو، موسیقی دان (مرگ ۲۰۰۰)
- ۱۹۲۸ - جرالد اِس. هاوکینز، ستاره‌شناس (مرگ ۲۰۰۳)
- ۱۹۳۹ - گرو هارلم برونتلاند، نخست وزیر سابق نروژ
- ۱۹۳۹ - پیتر اِس. بیگل، مؤلف
- ۱۹۴۰ - جورج تاکی، بازیگر
- ۱۹۴۱ - رایان اونیل، بازیگر
- ۱۹۴۳ - جان الیوت گاردینر، رهبر ارکستر انگلیس
- ۱۹۴۳ - ادی سجویک، بازیگر (مرگ ۱۹۷۱)
- ۱۹۴۹ - جسیکا لانگه، بازیگر
- ۱۹۵۱ - لوتر وندراس، خواننده
- ۱۹۶۱ - دان متینگلی، بازیکن بیس بال
- ۱۹۶۴ - کریسپین گلاور، بازیگر
- ۱۹۶۴ - روزالین سامنرز، اسکیت باز نمایشی
- ۱۹۶۴ - اندی سِرکیس، بازیگر
- ۱۹۷۲ - هَنک کوتوله مست عصبانی، شخصیت رادیو و تلویزیون (مرگ ۲۰۰۱)
- ۱۹۷۶ - جوئی لاورنس، بازیگر

## درگذشت‌ها

### ۱۳۰۰–۱۸۹۹
- ۱۳۱۴ - پاپ کلمنت پنجم، (زاده ۱۲۶۴)
- ۱۵۳۴ - الیزابت بارتن، (زاده ~ ۱۵۰۶)
- ۱۷۶۹ - پونتیاک، رئیس قبیله اتاوا (زاده ~ ۱۷۲۰)

### ۱۹۰۰–۱۹۹۹
- ۱۹۱۲ - برم استوکر، مؤلف (زاده ۱۸۴۷)
- ۱۹۱۲ - جوزپه پئانو، ریاضی‌دان (زاده ۱۸۵۸)
- ۱۹۴۷ - کریستیان دهم، پادشاه دانمارک (زاده ۱۸۷۳)
- ۱۹۵۱ - ایوانوئه بونومی، نخست وزیر سابق ایتالیا (زاده ۱۸۷۳)
- ۱۹۸۲ - آرچیبالد مک لیش، شاعر و نویسنده (زاده ۱۸۹۲)
- ۱۹۸۴ - هریستو پرودانوف، کوهنورد بلغاری
- ۱۹۹۲ - کریستوفر رابین میلنه

### ۲۰۰۰–۲۰۹۹
- ۲۰۰۱ - جوزپه سینوپولی، رهبر ارکستر ایتالیا، آهنگ ساز (زاده ۱۹۴۶)
- ۲۰۰۲ - الن دیل، خواننده (زاده ۱۹۲۵)

## جشن‌ها و تعطیلات مذهبی
- در کانادا و ایالات متحده، ۲۰ آوریل روز جشن دود کردن تنباکوی وحشی است.
- ۲۰۰۳- ۲۰۱۴- عید پاک یکشنبه می‌باشد.